# Roman Imperial Coinage
Il Roman Imperial Coinage, abbreviato comunemente con RIC, è il catalogo britannico delle monetazione imperiale romana, da dopo la Battaglia di Azio nel 31 a.C. fino alla tarda antichità nel 491. Frutto di due generazioni di lavoro dal 1923 al 1994, questo catalogo, grazie alla sua completezza, ha preso il posto, come standard di riferimento, del precedente catalogo elaborato da Henry Cohen nel XIX secolo (Description historique des monnaies frappées sous l'Empire romain, 1859-1868), ed è usato come riferimento per l'identificazione numismatica delle monete emesse a nome degli imperatori romani.

## Contenuti dell'opera
Il RIC è composto da tredici volumi :
- volume 1: Augusto a Vitellio (31 a.C. – 69 d.C.), di H.V. Sutherland, Londra, 1984
- volume 2: Vespasiano a Adriano (69 - 138), di H. Mattingly, E.A. Sydenham, Londra, 1926
- volume 3: Antonino Pio a Commodo (138 – 192), di H. Mattingly, E.A. Sydenham, Londra, 1930
- volume 4a: Pertinace a Geta et Caracalla (193 – 217), di H. Mattingly, E.A. Sydenham, Londra, 1936
- volume 4b: Macrino a Pupieno (217 – 238), di H. Mattingly, E.A. Sydenham, C.H.V. Sutherland, Londra, 1930
- volume 4c: Gordiano III a Uranio Antonino (238 – 253), di H. Mattingly, E.A. Sydenham, C.H.V. Sutherland, Londra, 1949
- volume 5a: Valeriano a Floriano (253 – 276), di Percy H. Webb, Londra, 1927
- volume 5b: Probo a Massimiano (276 – 294), di Percy H. Webb, Londra, 1933
- volume 6: dalla riforma di Diocleziano a Massimino Daia (294 – 313), di C.H.V. Sutherland, Londra, 1967
- volume 7: Costantino I a Licinio (313 - 337), di Patrick Magnus Bruun, 1966
- volume 8: famiglia di Costantino (337 - 364), di J.P.C. Kent, Londra, 1981
- volume 9: Valentiniano I a Teodosio I (364 - 395)
- volume 10: L'impero diviso, 395 – 491, di J.P.C. Kent, Londra, 1994
  - Impero romano d'Occidente: Onorio a Romolo Augusto (395-476)
  - Impero romano d'Oriente: Arcadio a Zenone (395-491)

Per ogni imperatore esaminato si trova la storia dettagliata della sua monetazione, con una classificazione per tipo monetario, e all'interno di ogni tipo, per legenda.
Per ogni moneta elencata vi è una descrizione del volto e del rovescio, e una classificazione per rarità:
- C  comune
- R1, raro, una ventina di esemplari conosciuti
- R2, tra cinque e quindici esemplari
- R3, quattro o cinque esemplari
- R4, due o tre esemplari
- R5, pezzo unico

Nelle ultime pagine di ogni volume vi sono delle tavole con le riproduzioni delle monete.